# バックライト

卓上時計のバックライト

バックライトは背面から液晶を照明するものである。
バックライトにはエッジライト方式（サイドライト方式、導光板方式とも）と直下型方式があるが、小型液晶、ノート型パソコン (PC) およびLCDモニター、普及型の液晶テレビにはエッジライト方式が多く、大画面の中級機以上の液晶テレビには直下型方式が主に採用されている。エッジライト方式の技術の要である導光板を利用した面光源技術は日本発祥のものである。
液晶ディスプレイの黎明期はバックライトといえばエッジライト方式を意味したが、近年の液晶テレビ用バックライトは直下型が主流となり、エッジライト方式と直下型方式は分けて記述されることが好ましい。
有機エレクトロルミネッセンス（有機EL）のディスプレイはそれ自体が発光体である為バックライトは搭載されていない。

## 光源
液晶テレビやPCのディスプレイ等面積の大きい物では光源に冷陰極管を使用する例が現在は少なく、液晶ディスプレイでは色再現域の広いRGB3色の発光ダイオード (LED) を光源として使用するものが大半になっている。LEDは高電圧電源を要しないため小型化に適しており、バッテリー駆動の携帯型電子機器には白色LEDまたは3色LEDの使用が大半を占める。
光源には以下の種類がある:
- 電球
- 発光ダイオード (LEDs)
- エレクトロルミネセンスパネル (ELP)
- 1本又は複数の冷陰極管 (CCFL)
- 熱陰極 蛍光灯(HCFL)
- レーザー

LEDでカラー表示を行う場合、青、緑、赤の光の3原色の光源が必要になる。LEDのような単色光の光源の場合、単波長の青色LEDで黄色の蛍光体を励起して白色光源とする擬似白色LEDを使用する場合もあるが、この場合は表示が単色に限られる。擬似白色LEDを光源にしてフィルタでさらに2色に分離する場合もあるが実用例は少ない。RGBそれぞれの単色光を光源としたフルカラー方式においては冷陰極管よりも色再現域が広がる。

## エッジライト方式
小型液晶において主流であるエッジライト方式の創始者は、1985年創業の滋賀県の明拓システム、発明者は村瀬新三である。
液晶バックライトは液晶産業の裏で液晶を支える縁の下の力持ち的存在で、巨大企業が取り組む日本発祥の液晶技術と並び、日本の中小企業の手によって発明されて成長したもう一つのオリジナル技術である。当初この面光源技術は看板用として開発されたが、松下電器が当時初めて登場したノート型ワープロに採用して普及した。のちに東芝がDynaBookに採用して、エッジライト方式が液晶バックライトの主流として認知されるきっかけになった。当時の液晶バックライトはエレクトロルミネッセンスが使われて照度が低く寿命が短かったが、冷陰極管を採用することで長寿命化し、冷陰極管と導光板を組み合わせて輝度を向上した。導光板の発明に伴い導光板に不可欠な冷陰極管の産業も喚起した。従来、日本の製造会社は世界の冷陰極管市場を制していたが、近年は台湾・韓国・中国が台頭している。薄型ディスプレイの光源としては携帯型電子機器を中心として徐々にLEDの比率が増えつつある。

### 原理
エッジライト方式のバックライトについて、その動作原理を以下に示す。
光源には冷陰極管 (Cold-Cathode Fluorescent Lamp, CCFL) が用いられている。発光ダイオード (LED) は携帯電話用などの小型液晶に用いられてきたが、デスクトップパソコン向けの大型液晶にも採用されつつある。エッジライト式バックライトは、これら発光源に反射板と導光板が組み合わされたものである。導光板はアクリル板に白色インクで反射ドットを印刷したシルク印刷方式、スタンパーやインジェクションでアクリル面に凹凸をつけた成型方式、アクリル板と反射板をドット状の粘着材で貼り付けた粘着ドット方式、溝加工による方式がある。溝加工方式にはさらに機械的に彫る溝加工方式、非接触レーザー加工による方式などがある。
冷陰極管やLEDなどの光源から出た光は導光板の側部から入射するが、このときに表面反射する光（概ね7%）を除いたほとんど全ての光が導光板内に入射する。導光板に入射した光は表面反射を繰り返して導光板の広い面積に広がる。この際に反射ドットがあると、そこで光が散乱され、導光板の表面から外に光が出て行く。導光板では光源近傍の反射ドットの面積を小さく、光源から遠く離れるほど反射ドットの面積を大きくすることにより導光板全体が均一に光るように工夫されている。

### 構造
光源からアクリル製の導光板内に導かれた光をアクリルの全反射を用いてアクリル全面に導き、反射ドットに当たった光がその進路を変え、全反射角よりも小さい角度になった光がアクリル表面から出てくることを利用して、導光板全面が均一に光るようにしたものである。
非接触レーザー加工による方式では、一枚単位からの加工が可能で、その都度、面光源の大きさ、縦横比、入光辺を考慮して溝配分の設計をして面均整を出すことが可能である。仕上がりはレーザー加工に歩があるが、数量が多い場合は金型を造り射出成型を行うものが主流である。超大型のバックライトにおいては粘着ドット方式が有利である。このような反射ドットの分布や溝配分の設計を、コンピューター・シミュレーション技術を用いて設計する場合もある。
光源が配置される位置は、携帯機器や自動車用機器などの小型のものではパネルの左右あるいは上下に対して片側のみに配置する場合が多いが、PCモニターやアミューズメントマシン、中・小画面サイズの液晶テレビなどは両端に配置する場合が多く、大画面の液晶テレビやデジタルサイネージでは上下左右すべてに光源を配置する場合もある。
エッジライト方式は、直下型方式に比べ、薄型化や軽量化が容易であること、光束の大きい光源を使い光源素子を少なく配置できるので電力効率がよい、放熱が行いやすいといった利点があるため、一般的なモニターや普及型の液晶テレビなどをはじめ、携帯機器や自動車用機器、アミューズメントゲームマシンなどの液晶パネルでは広く用いられている。しかし、直下型方式に比べ全体を均一かつ安定して照射することが難しいこと、キメ細かいバックライトの部分制御が難しい（この方式であっても直下型に近い部分制御を実現している液晶テレビもあるが）こと、片側から発光させ導光板などによって画面を照射するために導光板や反射板の部分的な特性差や微妙な歪みなどによる色むらや照度むら、モアレなどが出やすいことなどの欠点がある。

## 直下型方式
直下型方式はその名の通り液晶パネルの直下に光源を均等に配置し、その発光を拡散板を介してパネル上に拡散して直接画面を照射する方式であり、主に液晶テレビの中・高級機で比較的大画面のものに用いられる方式である。エッジライト方式に比べて均一性の高い安定した照射が可能であり、照度むらや色むらが発生しにくく発色や階調表現に優れるという利点を持ち、大画面向きである。バックライトの部分制御により、シャドー部では照度を部分的に抑えたりなどで黒の表現性を高める技術（バックライトエリア制御、ローカルディマーイング）のキメ細かな制御が容易であることから、液晶テレビの中・高級機では広く用いられている。しかし、構造上薄型化が難しく、LEDを用いる場合多くの発光素子が必要なためエッジライト方式に比べて電力効率でやや劣る、放熱対策がやや難しいなどの欠点もあるため、一般的なモニターや携帯機器などではあまり用いられておらず、薄型化を要求される機種では液晶テレビにてかなりの大画面・上級機であってもエッジライト方式のLEDが用いられるケースもある。比較的大画面である普及型の液晶テレビにも直下型方式を採用するメーカーもあるが、高級機に比べて発光素子をコストの関係で少なくしている場合が多く、画面の四隅の角が陰って暗くなりやすいケラレ現象が出やすいものもある。
2021年現在では、数千 - 1万個を超えるミニLEDをバックライトに用い、1000ニトを超える輝度を実現する液晶ディスプレイが登場している。